# Hoher Sonnblick
Hoher Sonnblick (též Rauriser Sonnblick) (3105 m n. m.) je hora ve skupině Goldberggruppe (součást Vysokých Taur) v jižním Rakousku. Nachází se v Salcbursku v těsné blízkosti zemské hranice s Korutanami nad městečkem Heiligenblut. Na severním úbočí se nachází ledovec Pilatuskees, na západním ledovec Kleinfleisskees a na jižním Goldbergkees.
Hora je součástí hlavního alpského hřebenu. Nejbližší významný soused na severozápadě je Hocharn a na jihovýchodě Schareck.
Na vrcholu je vybudovaná meteorologická stanice Observatorium Sonnblick, kde byla naměřena historicky nejnižší teplota v Rakousku −37,4° dne 1. ledna 1905. Těsně pod vrcholem je v provozu velká horská chata Zittelhaus. Na jihovýchodním hřebeni je přes léto otevřená malá chata Rojacherhütte. Vrchol je spojený nákladní lanovkou s obydlenou lokalitou Kolm-Saigurn na severovýchodním úpatí.

## Výstupy
Na Hoher Sonnblick se obvykle vystupuje z údolí Rauriser Tal, kterým prochází vysokohorská placená silnice Kolm-Saigurn Mautstrasse. Letní turistická cesta vede od chaty Naturfreundehaus Sonnblickbasis k chatě Neubau a dále po severovýchodním úbočí k chatě Rojacherhütte. Od ní se stoupá po skalnatém jihovýchodním hřebeni (místy horolezecké obtížnosti 1 UIAA) a na závěr je výstup ulehčený kovovými kramlemi ve skále. V zimě na lyžích se od Neubau stoupá ostrým jihozápadním hřebenem k Rojacherhütte a od ní na západ na ledovec Goldbergkees, který vede až k vrcholu. Celkem 4-5 hodin chůze, převýšení 1500 m.
Náročnější a málo frekventovaný výstup, využívaný prakticky jen v létě, vede z Heiligenblutu přes Fleisskehre, ubytovací hostinec Alter Pocher, jezero Zirmsee a ledovec Kleinfleisskees. Celkem 5–6 hodin chůze, převýšení 1800 m.

## Galerie

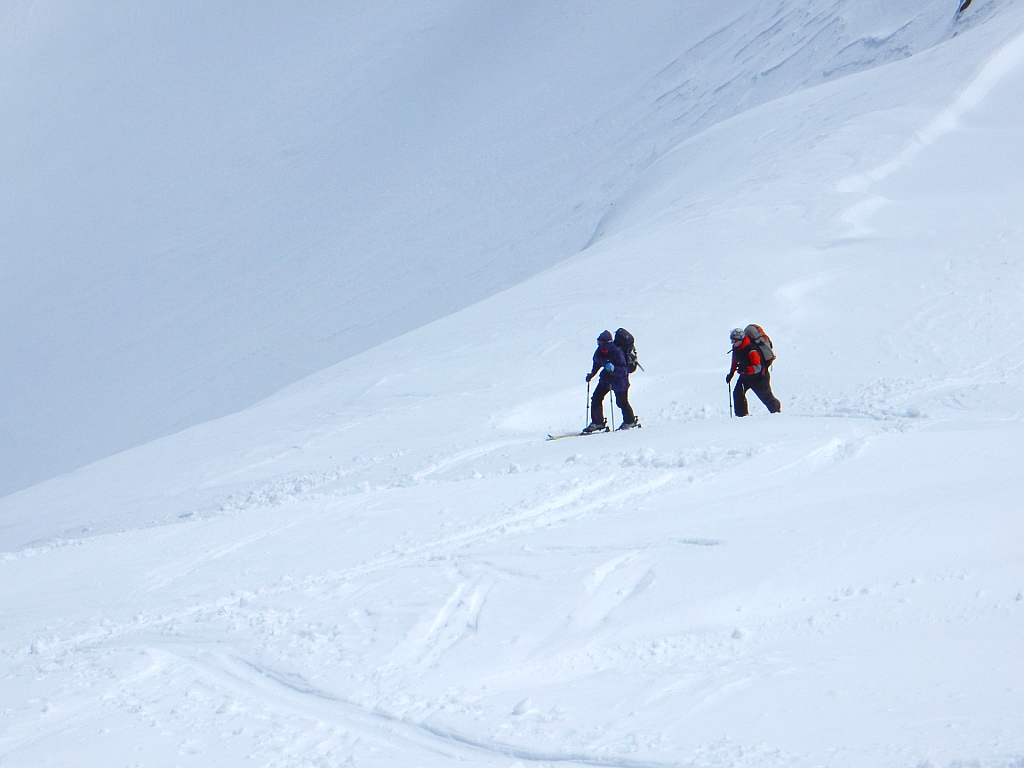
Skialpinisté stoupají k Rojacherhütte
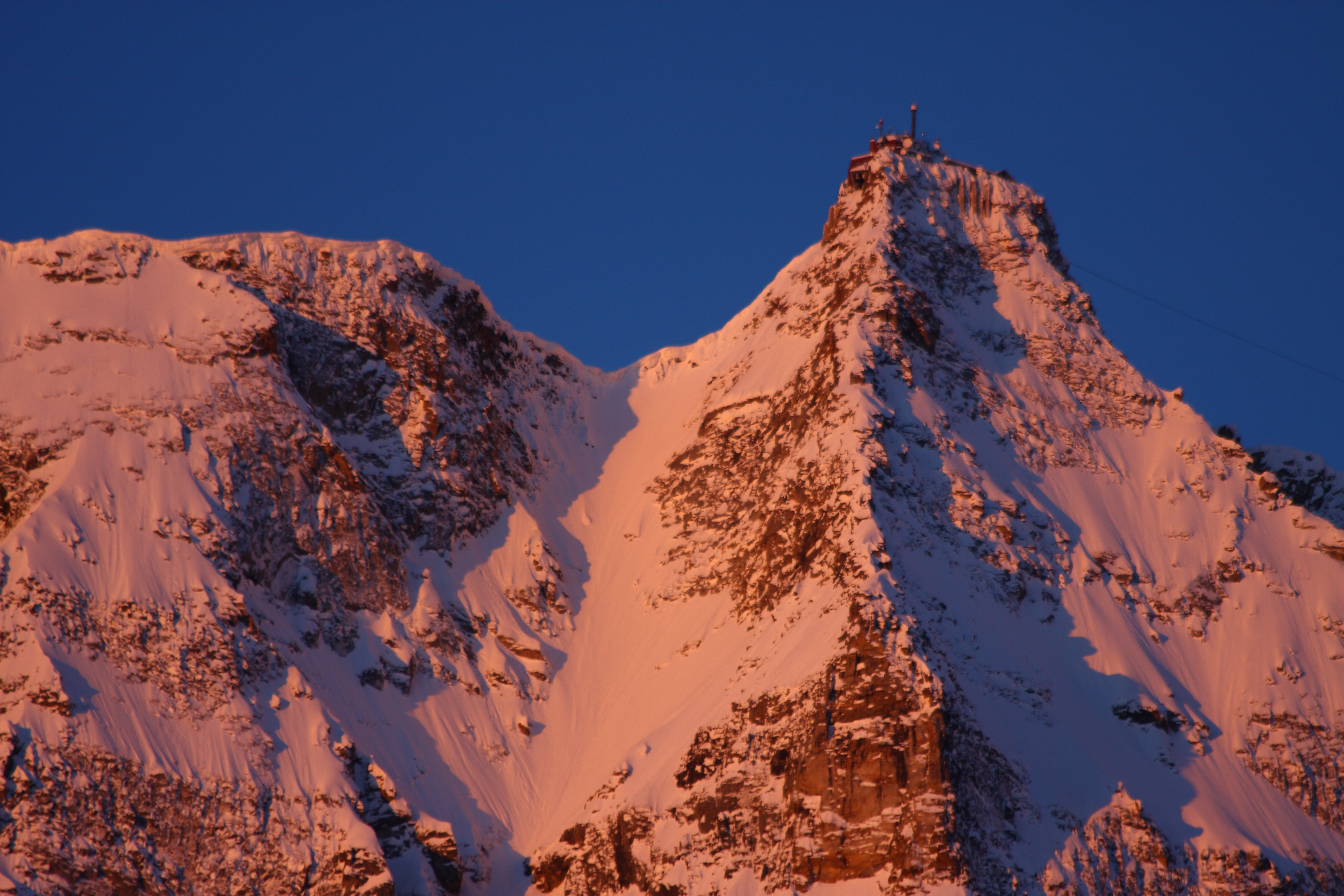
Severní srázy Sonnblicku
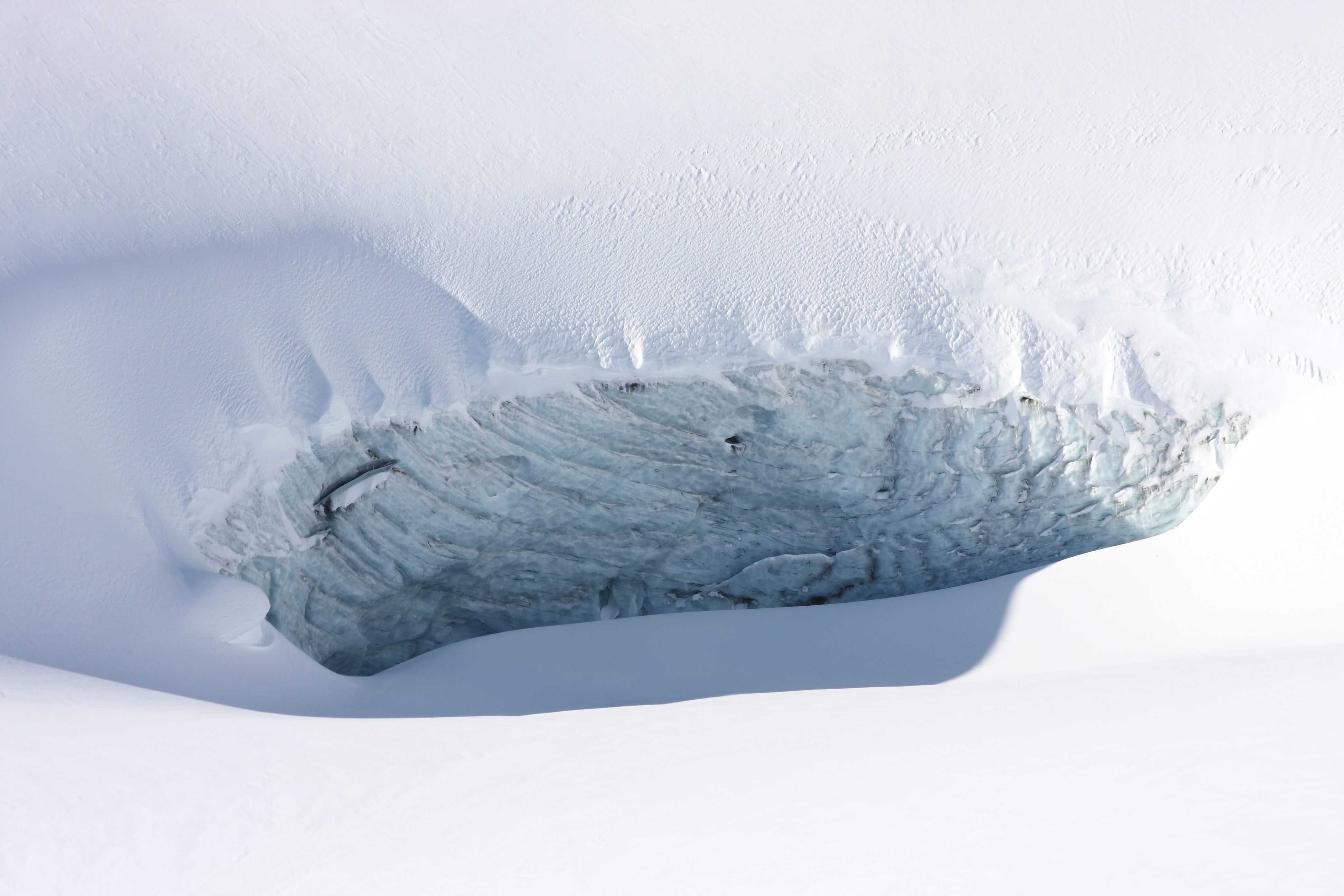
Konec ledovce Goldbergkees
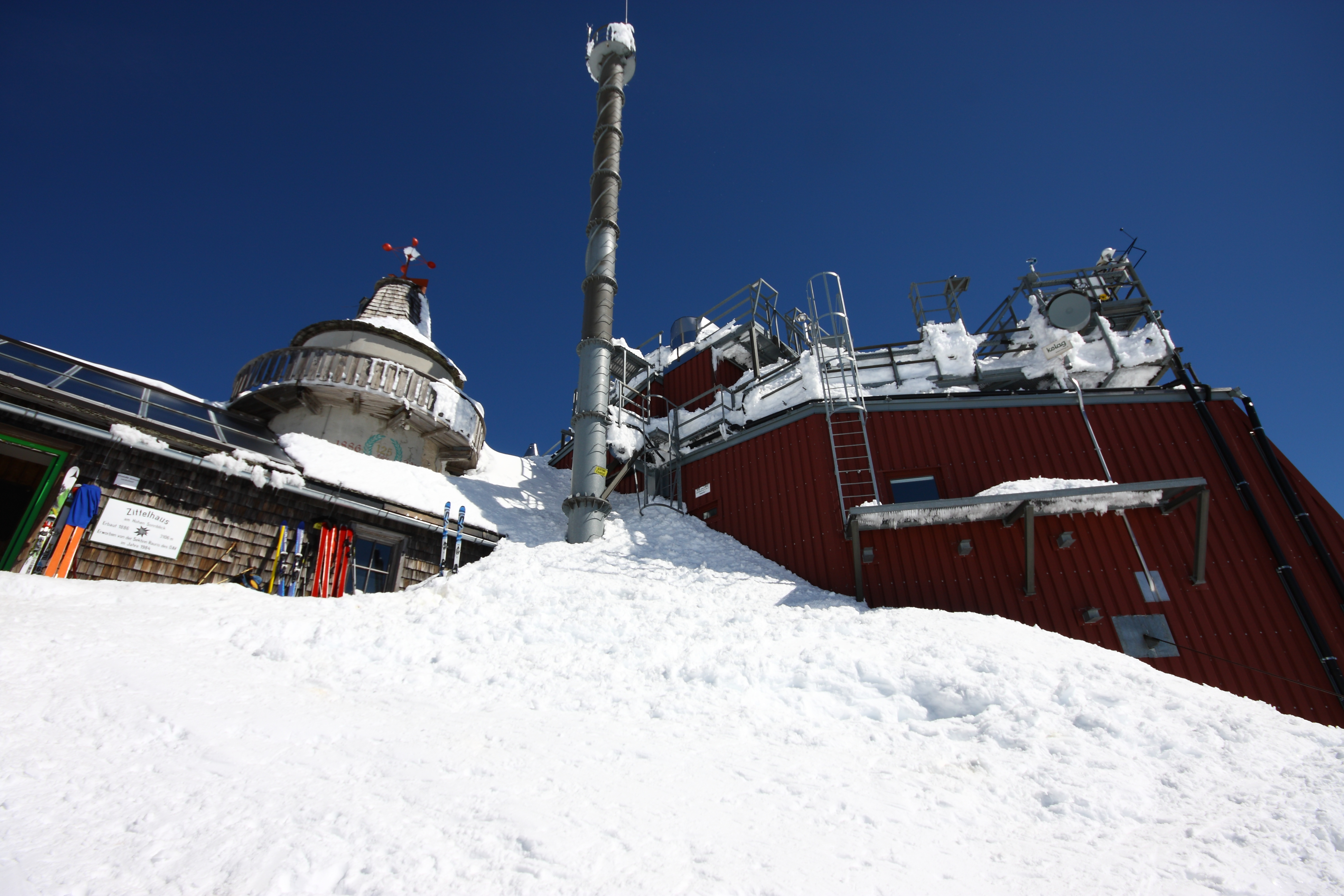
Zittelhaus na vrcholu
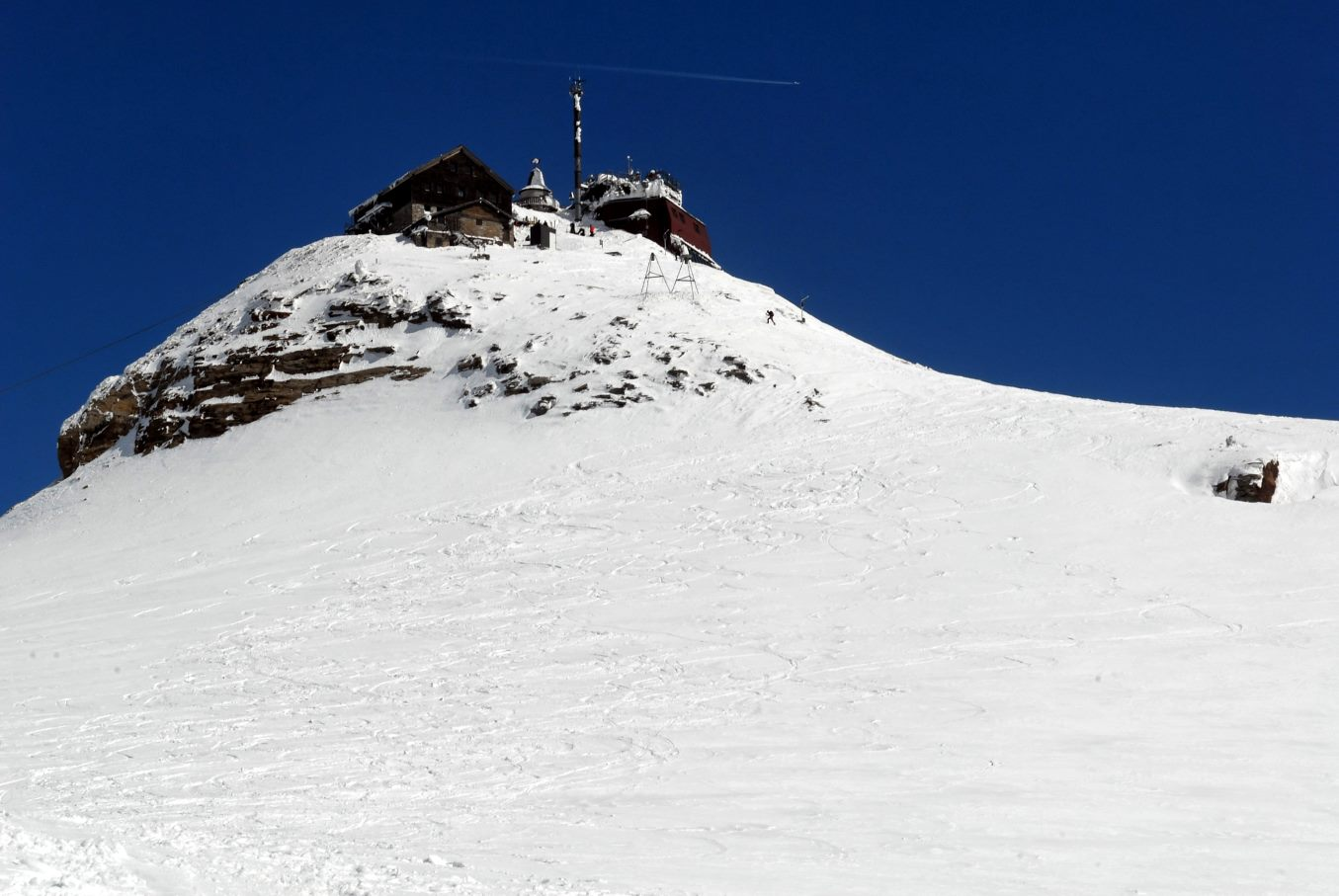
Observatorium Sonnblick
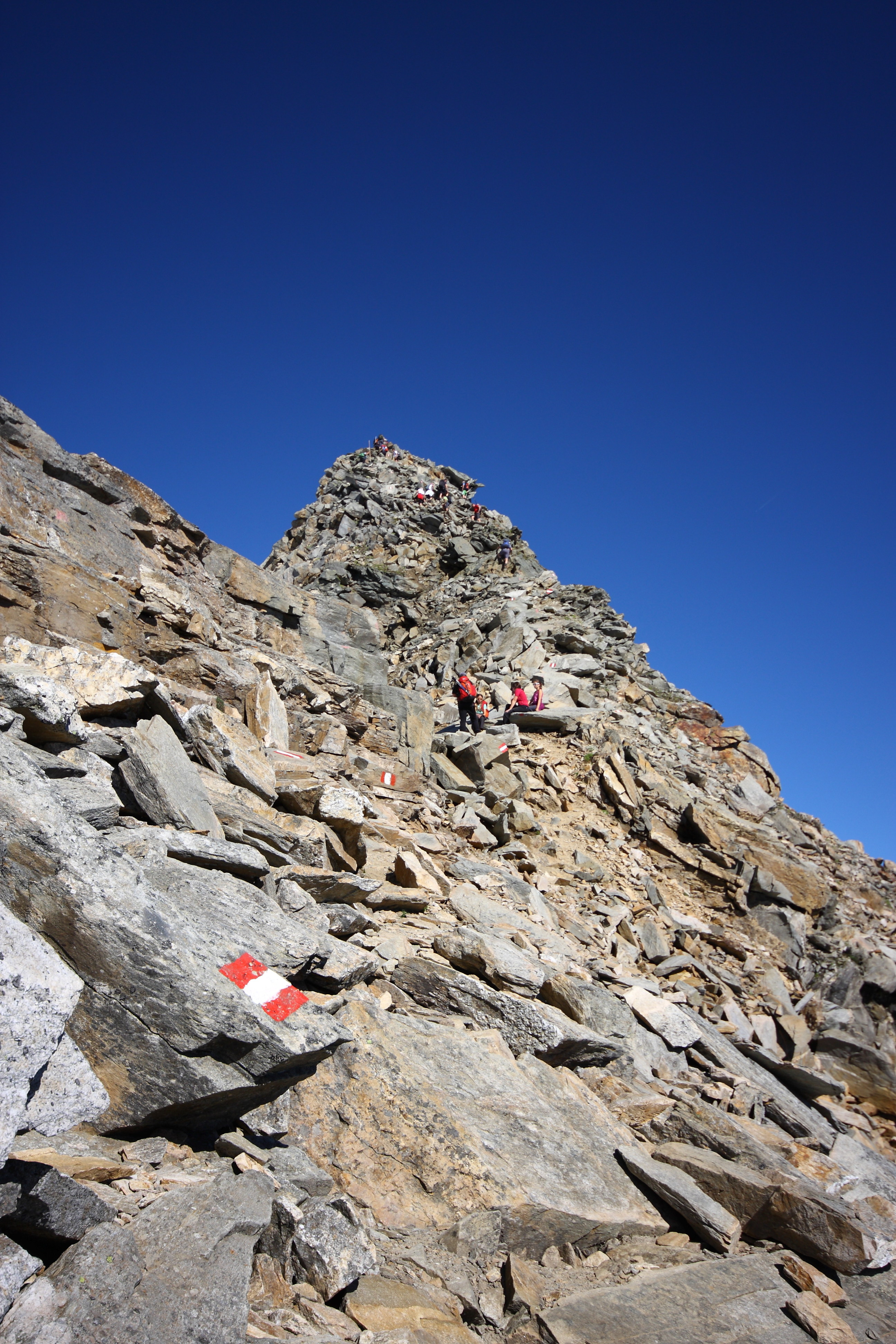
Jihovýchodní hřeben v létě
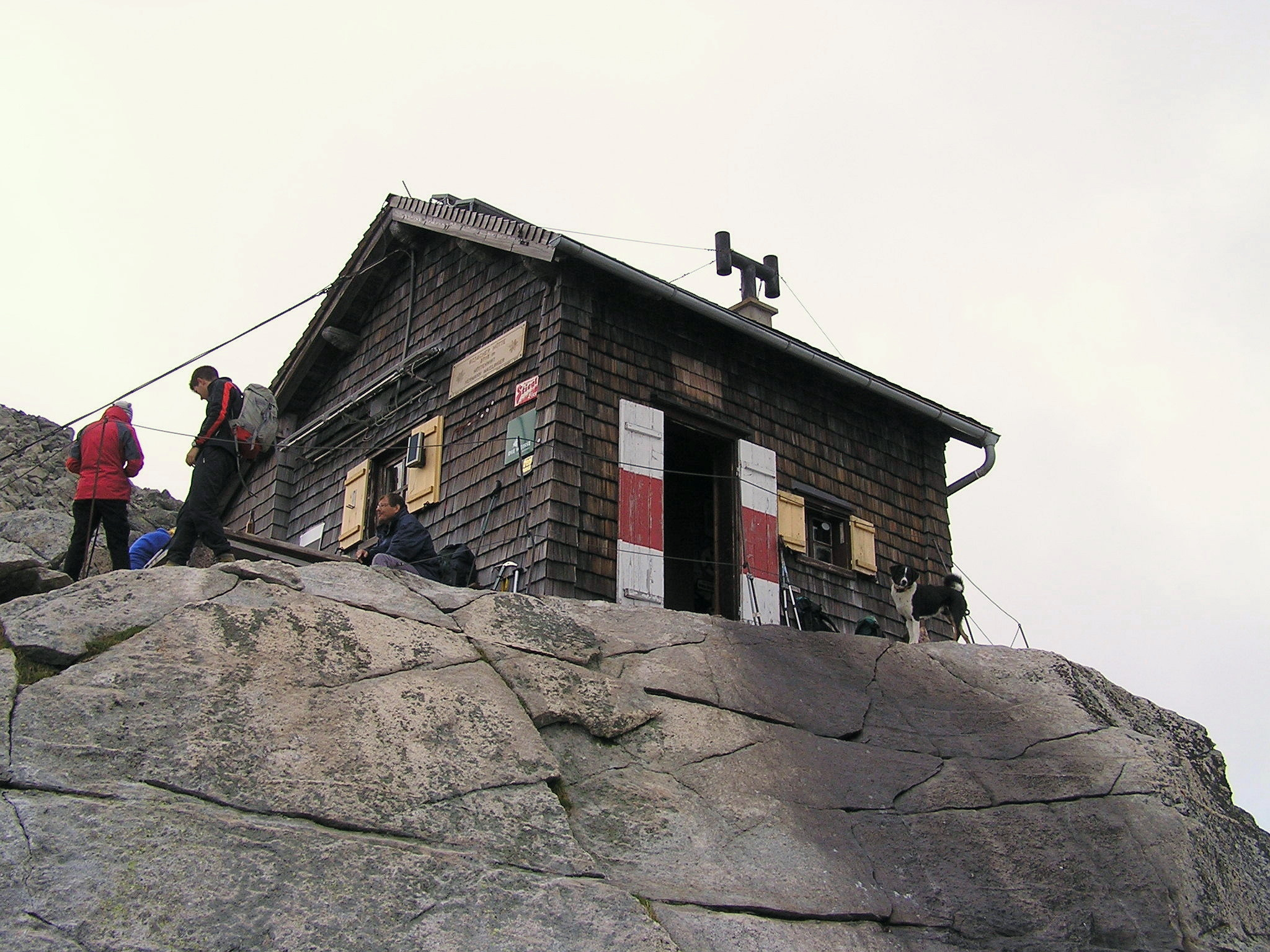
Chata Rojacherhütte